# Winja's Fear & Winja's Force
Winja's Fear & Winja's Force est le nom de deux montagnes russes tournoyantes du parc Phantasialand, situé à Brühl, en Allemagne. Elles sont situées dans la zone couverte du parc, appelée Wuze Town.

## Parcours
Les deux montagnes russes ont été construites avec deux parcours différents mais qui possèdent cependant des caractéristiques et des effets similaires. Elles s'inscrivent à l'intérieur d'un bâtiment décoré sur l'univers des Wuze, des êtres légendaires de fiction.
Les deux montagnes russes fonctionnent avec un système d'ascenseur, permettant de hisser les wagons un par un au début du parcours. La spécificité de l'ascenseur réside dans sa position finale, puisqu'en haut, il maintient le wagon sur un rail incliné, permettant dès le lancement de commencer le tour en prenant rapidement de la vitesse.
Les deux montagnes russes, bien qu'indépendantes, voient à plusieurs reprises leur parcours se croiser. Notamment dans la grande hélice du hall principal de Wuze Town, ou le parcours contourne la salle qui contient en son centre une mini tour d'observation de Vekoma.
Vers la fin du tour, un élément de parcours permet un instant de donner l'illusion que le rail est devenu mou. L'effet est assuré par une section de rail flexible qui se baisse sous le poids du wagon, avant de remonter dans la foulée. Une bande son a été spécialement composée pour l’attraction, on peut principalement l'entendre dans la file d'attente. Des samples de la bande originale du film Dinosaure sont également utilisés dans l'attraction.

## Galerie

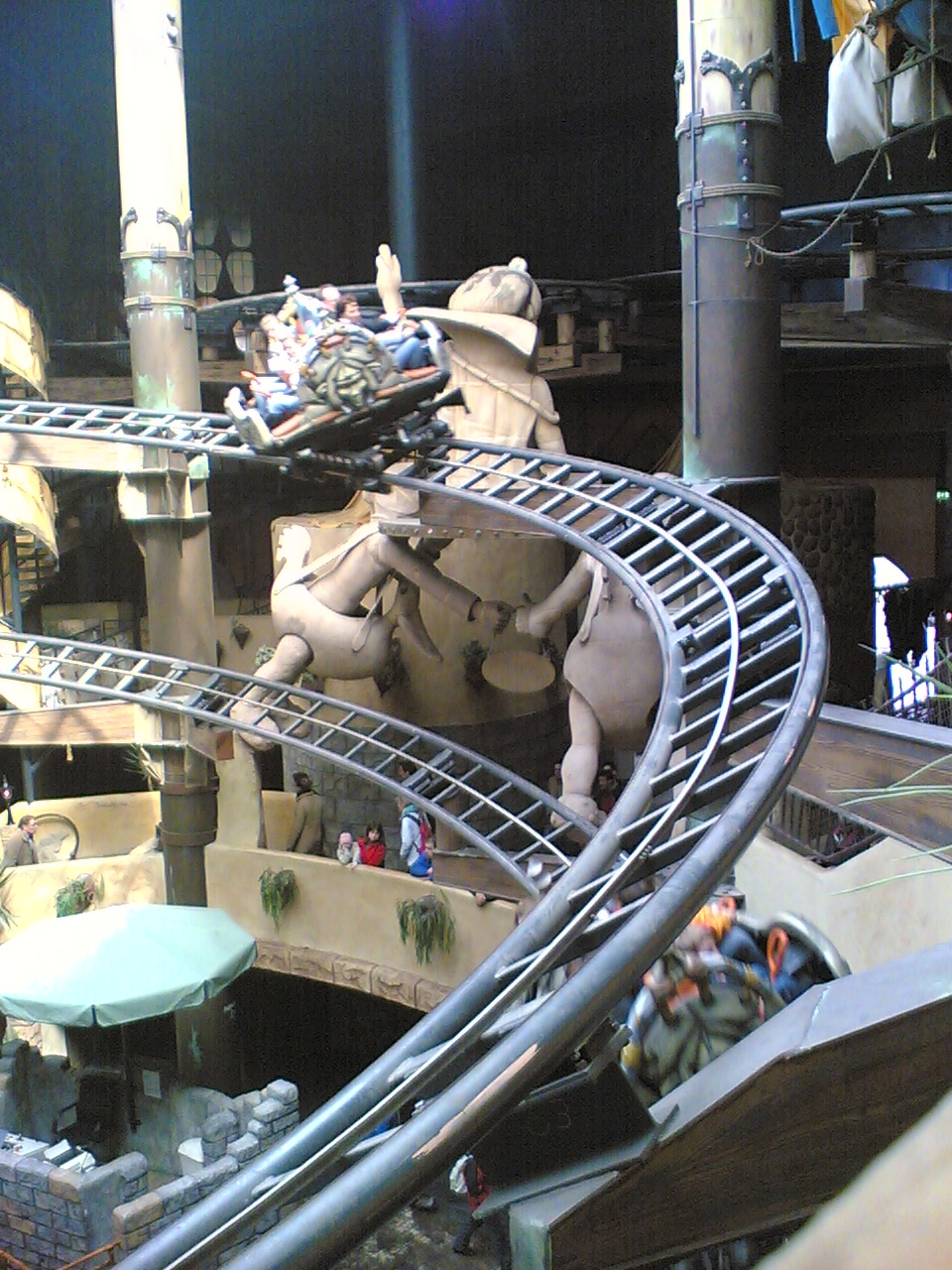
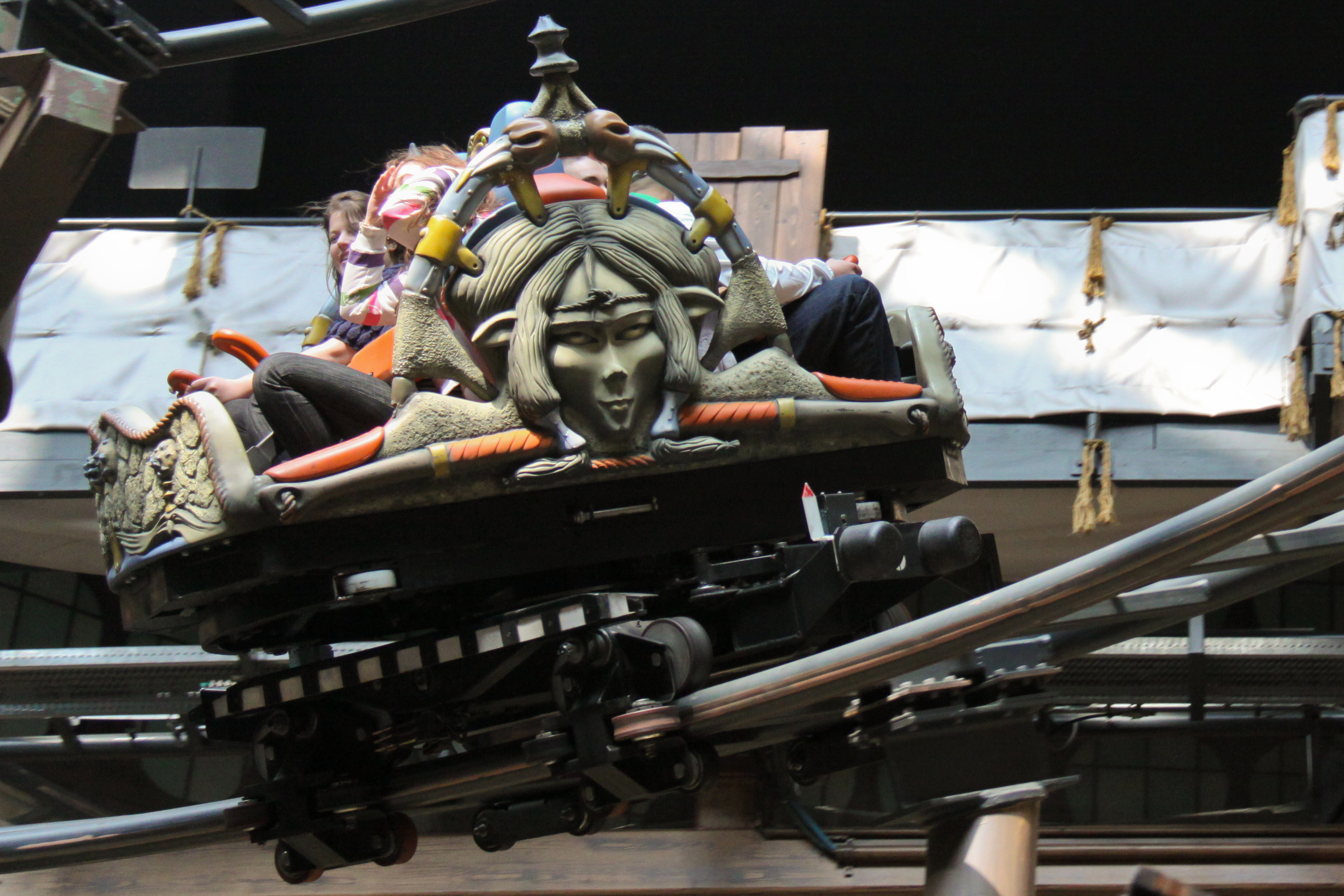

## Statistiques
- Mécanisme de traction : Ascenseur
- Trains : 14 wagons de 4 places.